# Die unendliche Geschichte III – Rettung aus Phantásien
Die unendliche Geschichte III – Rettung aus Phantásien (Originaltitel The NeverEnding Story III: Return to Fantasia) ist ein deutsch-US-amerikanischer Fantasyfilm des Regisseurs Peter MacDonald aus dem Jahr 1994. Er ist der dritte und der letzte Teil der Filmreihe Die unendliche Geschichte. Die Uraufführung fand am 27. Oktober 1994 in Deutschland statt.

## Handlung
Bastians verwitweter Vater Barney Bux hat erneut geheiratet, Vater und Sohn ziehen nun zur neuen Frau Jane und deren Tochter Nicole in deren Haus. Nicole ist davon nicht begeistert, sie fürchtet aufgrund der eigenen Erfahrung, dass das neue Glück nicht lange halten wird. Von Bastian als ihrem neuen Bruder ist sie zudem wenig begeistert und hält ihn für uncool.
Bereits an seinem ersten Schultag bekommt Bastian an der neuen Schule Probleme mit den Nasties, einer Schülergang, die die Schule terrorisiert. Bastian flüchtet vor diesen und landet in der Schulbibliothek, wo er erneut auf Herrn Koreander trifft, der inzwischen hier arbeitet. In den Regalen findet Bastian auch die Unendliche Geschichte wieder. Als die Nasties schließlich herausfinden, dass Bastian sich in der Bibliothek versteckt, flüchtet der Junge nach Phantásien, um der Schülergang zu entkommen. Die Nasties finden schließlich auf der Suche nach Bastian das Buch und erkennen, als sie das, was gerade eben geschah, im Buch lesen, das Potential des Buches. Sie finden heraus, dass sie durch den Besitz des Buches die Macht besitzen, Einfluss auf Phantásien zu nehmen und nutzen diese, um Bastian das Leben dort zur Hölle zu machen. Phantásien wird in der Folge von schweren Katastrophen heimgesucht. Bastian trifft dort auf Engywuck und Urgl, Fuchur und Borkentroll.
Die Kindliche Kaiserin ist inzwischen zum Chroniken Phantásiens geflohen. Dort erfährt sie, dass die Quelle des Bösen aus der Welt der Menschen kommt. Jemand muss sich dorthin begeben und den Nasties das Buch wegnehmen. Sie wünscht sich mit Auryn denjenigen herbei, der in der Lage ist, Phantásien zu retten, woraufhin Bastian und seine Freunde erscheinen. Bastian erhält für seinen Auftrag Auryn übergeben, wird jedoch angewiesen, damit vorsichtig umzugehen. Sie versetzen sich mit Auryn in die Welt der Menschen, dabei gerät jedoch ein junger Steinbeißer, der mit seinem Vater in der Gegend ist und in die Höhle geraten ist, mit in die Welt der Menschen. Die Überführung hat zudem nicht richtig funktioniert, denn die Gefährten finden sich in verschiedenen Orten wieder und müssen erst wieder zusammenfinden.
Nicole hat derweil in Bastians Zimmer Auryn gefunden und an sich genommen. Durch Zufall findet sie heraus, dass sie sich nur etwas wünschen muss, damit es in Erfüllung geht. Dies nutzt sie nach der Schule in einem großen Einkaufszentrum, das sie mit Freundinnen besucht, rücksichtslos aus. Allerdings werden die Nasties auf sie aufmerksam und es gelingt diesen, das Amulett an sich zu reißen. Bastian und Nicole machen sich schließlich gemeinsam auf, es den Nasties wieder abzunehmen. Bastian kann im Kampf gegen deren Anführer schließlich Buch und Auryn wiedererlangen. Die Phantásier werden mit dem Wunsch, dass Phantásien wieder so wie zuvor ist, zurückgeschickt, woraufhin die dortige Bedrohung endet. Die Interaktion zwischen beiden Welten hatte auch eine Reihe negativer Einflüsse zur Folge, so haben sich etwa die Eltern von Bastian und Nicole zerstritten und wollen sich trennen, was die Kinder jedoch verhindern können.
In der Schule gibt Bastian Koreander schließlich das Buch wieder zurück. Sie begegnen vor Unterrichtsbeginn auf dem Flur noch den Nasties, die durch Bastians Einfluss nun zu freundlichen und strebsamen Mitschülern geworden sind. Nicole ist nun auch sehr froh, Bastian als Bruder zu haben.

## Hintergrund
- Während sich der zweite Teil der Reihe noch grob am Roman Die unendliche Geschichte von Michael Ende orientierte, hat die zweite Fortsetzung nur noch den Titel und einige Figuren mit diesem gemeinsam.
- Es ist der einzige Film der Trilogie, der nicht in den Bavaria Filmstudios, sondern im Studio Babelsberg in Potsdam gedreht wurde. Einige Figuren, allen voran Fuchur und die Figuren der Felsenbeißer-Familie, welche man nebst anderen Requisiten im benachbarten Filmpark Babelsberg noch heute bewundern kann, wurden optisch für diesen Film überarbeitet.
- Der Film nimmt bezüglich Logik und Kontinuität keine Rücksicht auf seine beiden Vorgänger.
- Wie bereits im zweiten Teil wurde die Darstellerriege komplett ausgetauscht. Die Rolle des Bastian übernimmt diesmal Jason James Richter, bekannt aus Free Willy. Die Kindliche Kaiserin wird von Julie Cox verkörpert. Die Rolle des Atreyu, der in beiden Vorgängern eine zentrale Rolle einnahm, taucht im dritten Teil nicht mehr auf.
- Als Anführer der Nasties hat Jack Black hier eine seiner ersten größeren Rollen.
- Der Film spielt – im Gegensatz zu seinen Vorgängern – fast ausschließlich in der Menschenwelt.
- Es ist der einzige Teil der Filmreihe, der erst 2012 in Deutschland auf DVD erschienen ist.
- Im Film ist das Lied „Girly Girl“ – die englische Version von Lucilectrics Hit „Mädchen“ – zu hören, die die Sängerin Luci van Org auch selbst sang.[3]

## Kritiken
„Der abenteuerliche Film bedient sich lediglich einiger Figuren aus Michael Endes Erfolgsroman und stellt sie in den Mittelpunkt einer lärmenden Unterhaltung voller Trickeffekte. Sympathisch machen ihn allenfalls einige liebevoll gezeichnete Randfiguren und -episoden.“